# Альберто Родрігес Баррера
Альберто Родрігес Баррера (ісп. Alberto Rodríguez Barrera, нар. 1 квітня 1974, Мехіко, Мексика) — мексиканський футболіст, що грав на позиції захисника.
Виступав за національну збірну Мексики.

## Клубна кар'єра
У дорослому футболі дебютував 1992 року виступами за команду клубу «УНАМ Пумас», в якій провів два сезони, взявши участь у 31 матчі чемпіонату. 
Згодом з 1994 по 1998 рік грав у складі команд клубів «Пачука» та «Монтеррей».
Своєю грою за останню команду знову привернув увагу представників тренерського штабу клубу «Пачука», до складу якого повернувся 1998 року. Цього разу відіграв за команду з Пачука-де-Сото наступні сім сезонів своєї ігрової кар'єри. Більшість часу, проведеного у складі «Пачуки», був основним гравцем захисту команди.
2005 року перейшов до клубу «Крус Асуль», за який відіграв сім сезонів. Завершив кар'єру футболіста виступами за команду «Крус Асуль» 2012 року.

## Виступи за збірну
2001 року дебютував в офіційних матчах у складі національної збірної Мексики. Протягом кар'єри у національній команді, яка тривала п'ять років, провів у формі головної команди країни чотирнадцять матчів.
У складі збірної був учасником розіграшу Кубка Америки 2001 року в Колумбії, де разом з командою здобув «срібло», чемпіонату світу 2002 року в Японії та Південній Кореї.

## Титули і досягнення
- Срібний призер Кубка Америки: 2001